# Víchová nad Jizerou
Víchová nad Jizerou je obec v okrese Semily v Libereckém kraji. Žije v ní 876 obyvatel.

## Název
Název vesnice je odvozen ze staršího názvu vrchu Sýkoří, který byl v roce 1492 nazýván Víchová. V historických pramenech se název vsi objevuje ve tvarech: z Víchovy (1543), Wichowa (1633), Wichow (1654), Wichowa ves (1654) nebo Wichau a Wichowa (1835).

## Historie
S osidlováním okolí se začalo v rámci markvartické kolonizace Podkrkonoší v druhé polovině třináctého století avšak většina okolních osad vznikla až ve 14. století.  Věrohodné prameny ale chybí. První písemná zmínka o vesnici pochází z roku 1492 a nachází se v zemských deskách: „wess Wichova i s lesem k Poniklům byla ponechána Heníkovi z Valdštejna a ze Štěpanic“. Z toho lze vyvodit, že vesnice existovala dávno předtím a byla v majetku rodu Valdštejnů. Kolem roku 1627 měla Víchová 44 statků osedlých s koňmi a sedmnáct chalupníků poplatných. Na svahu vrchu Chmelnice se na 15 korcích pěstoval chmel pro pivovar ve Branné. V roce 1701 bylo území opět sceleno, když se pány Krkonoš stali Harrachové.
Ve Víchové byla tkalcovská továrna (pozdější Mileta) založena v roce 1903 se 144 mechanickými stavy a přípravnou. Vyráběný sortiment byl značně široký, přes sypkoviny, košiloviny, šatovky a žakárské ručníky. Vyráběné zboží se z větší části vyváželo. Po roce 1909 byl závod rozšířen. Okolí závodu bylo hezky upraveno a založen rozsáhlý park s umělým jezírkem a vodotryskem, ale který se avšak nepodařilo uchovat do dnešní doby. Po roce 1948 byla továrna začleněna do národního podniku Pojizerské bavlnářské závody se sídlem v Semilech. V roce 1949 byl závod přičleněn do národního podniku Kapnar a výroba se zaměřila na výrobu kapesníků. Od roku 2005 je továrna uzavřena a využívána částečně jako sklady.

## Části obce
- Víchová nad Jizerou
- Horní Sytová
- Víchovská Lhota

## Doprava
Vesnicí vede silnice I/14 z Vrchlabí do Jablonce nad Jizerou. Souběžně s ní vede železniční trať Martinice v Krkonoších – Rokytnice nad Jizerou, na které se v na jižním okraji vesnice nachází zastávka Víchová nad Jizerou.

## Společnost
Ve vesnici byla velmi aktivní ochotnická činnost. První divadelní představení bylo sehráno ve Víchové v roce 1894. Divadelní představení, operety a zpěvohry často probíhaly v přírodním divadle V Bučí. První světová válka pak divadelní činnost přerušila avšak v roce 1930 byl založen dramatický soubor, který téhož roku sehrál dvě divadelní představení u Mánků a jedno v Jestřabí. Až do roku 1938 bylo sehráno celkem 28 divadelních představení.
Od roku 2009 se zde v srpnu koná festival SaunaFest.

## Pamětihodnosti
- Zvonice se zvonem
- Socha svatého Jana Nepomuckého
- Sloup se sochou Panny Marie
- Severozápadně od vesnice se na hranici s katastrálním území Poniklá dochovaly pozůstatky Mladkovského hrádku.

## Rodáci
- František Kaván (1866–1941), malíř, básník a překladatel

## Galerie

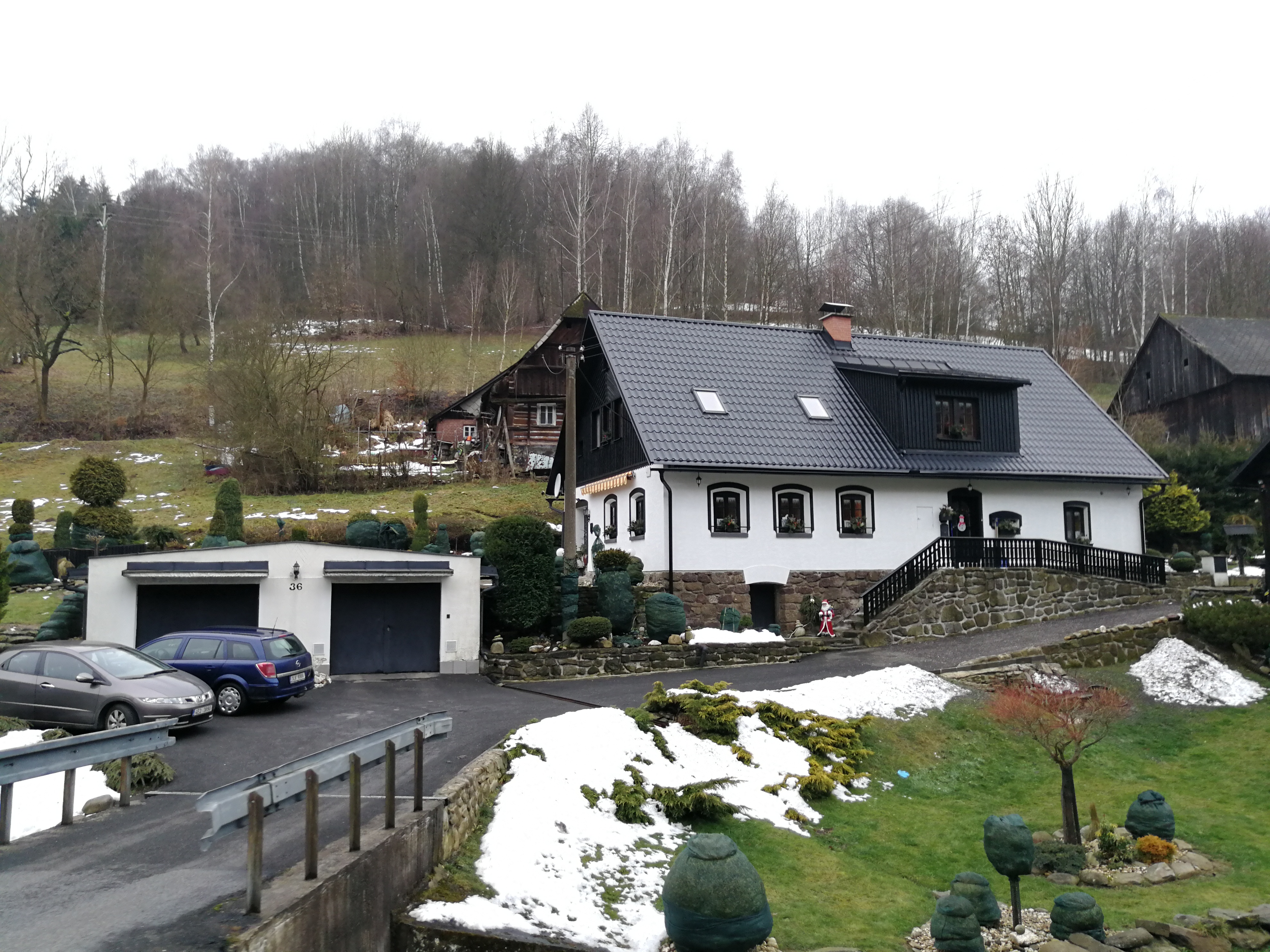
Chalupa
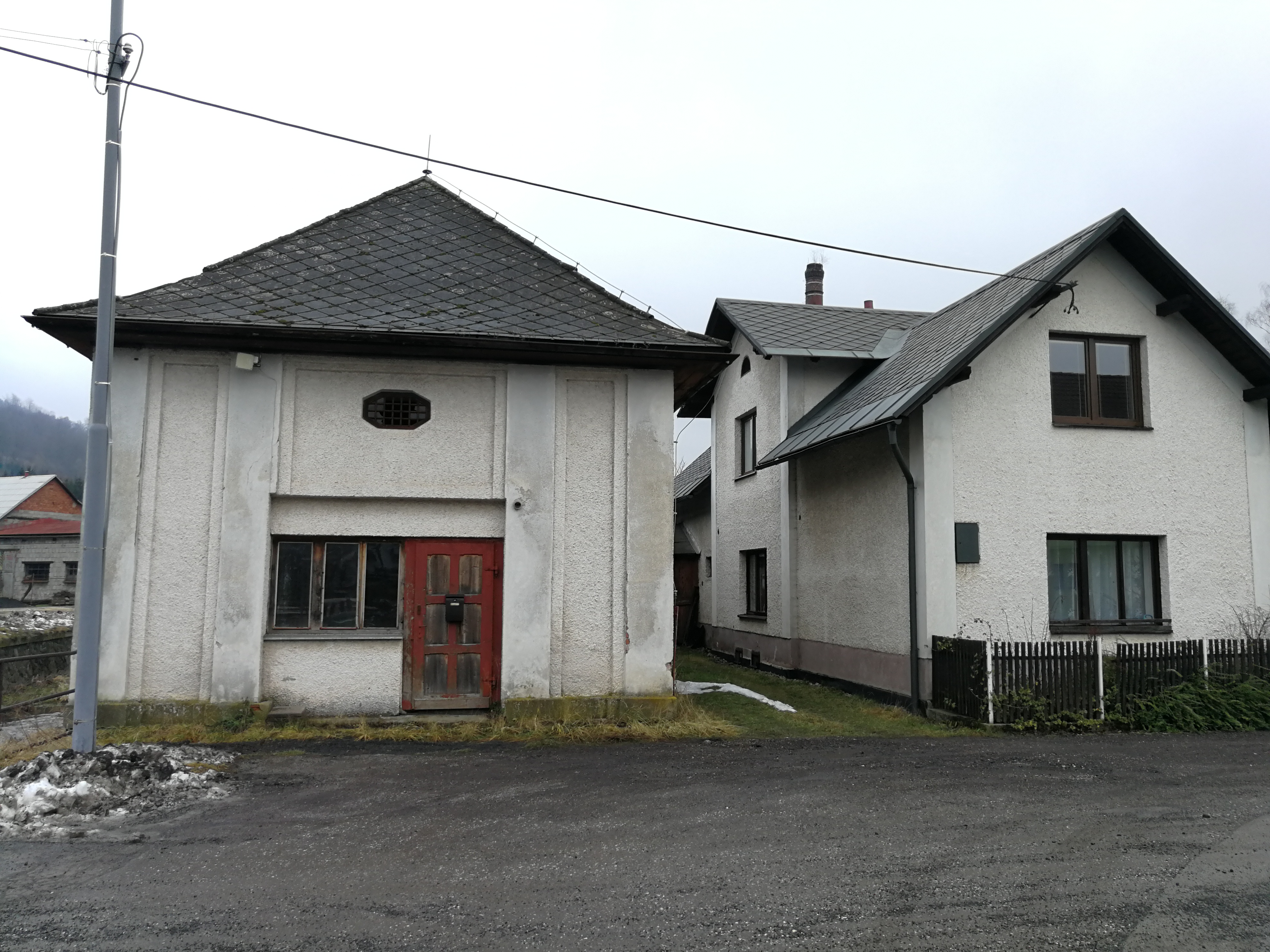
Domy
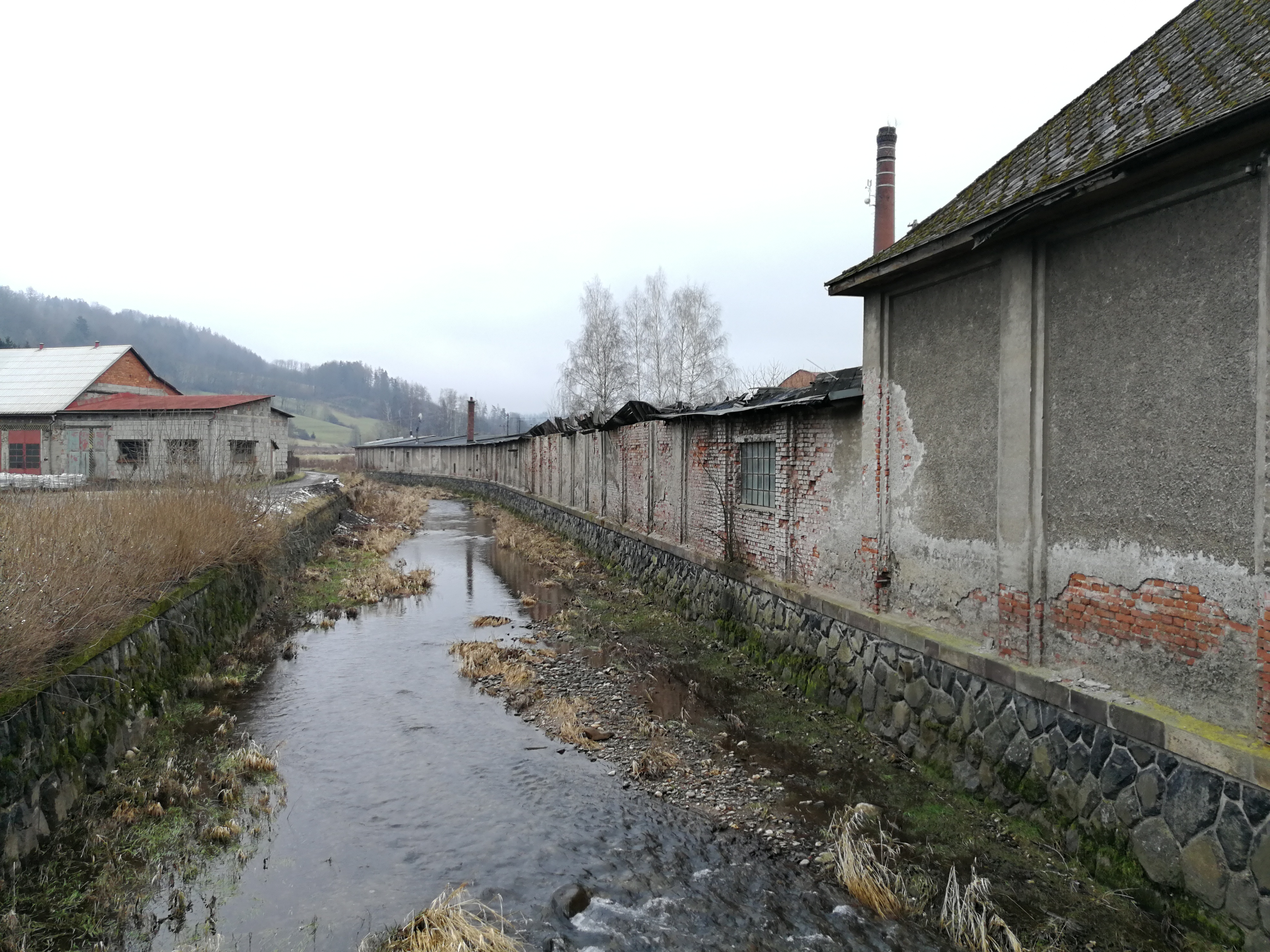
Jizera